# François Rabelais
François Rabelais (Seuilly, 1483/1494 — Paris, 1553) foi um escritor, padre e médico francês do Renascimento, que usou, também, o pseudônimo Alcofribas Nasier, um anagrama de seu verdadeiro nome.
Ficou para a posteridade como o autor das obras primas cómicas Pantagruel e Gargântua, que exploravam lendas populares, farsas, romances, bem como obras clássicas. O escatologismo foi usado para condenação humorística. A exuberância da sua criatividade, do seu colorido e da sua variedade literária asseguraram a sua popularidade. No entanto, como poeta, foi um precursor da moderna poesia visual, como no poema " A Divina Garrafa", texto poético inserido na ilustração de uma garrafa.

## Biografia
Os detalhes da vida de Rabelais são esparsos e de muito difícil interpretação. Foi um sacerdote de fraca vocação, erudito apaixonado pelo saber, de espírito ousado e com propensão para as novidades e para as reformas. Depois de aparentemente ter estudado Direito, tornou-se franciscano e iniciou os seus contatos com o movimento humanístico, trocou correspondência com Guilherme Budé e com Erasmo de Roterdão.
Mais tarde mudou-se para o convento de Puy-Saint-Martin e a partir de 1521, ou talvez mais cedo, começou a receber ordens sacras. Depressa adquiriu fama de grande humanista junto dos seus contemporâneos, mas a sátira religiosa, o humor escatológico e as suas narrativas cómicas abriram-lhe o caminho para a perseguição. A sua vida estava dependente do poder de várias figuras públicas, nos tempos perigosos de intolerância que se viviam em França.
Por ordem da Sorbonne, viu confiscados os seus livros, tendo então passado para a ordem dos beneditinos. Interessou-se pelo Direito e sobretudo pela Medicina. Médico em Lyon, aí publicou uma edição dos Aforismos de Hipócrates, Pantagruel, em 1532, seguido, em 1534, por Gargântua. A protecção do cardeal Jean du Bellay salvou-o da repressão da Sorbonne que lhe condenara a obra.
Depois de receber a permissão para o abandono do hábito, obteve o doutoramento em Medicina. A publicação de Tiers Livre, em 1546, obrigou-o a refugiar-se em Metz e a passar dois anos em Roma. Só com a protecção do cardeal J. Du Bellay lhe foi assegurada uma existência mais calma. O Quart Livre, concluído em 1552, só foi publicado 11 anos após a sua morte.
Rabelais serviu-se da imaginação popular que herdara do espírito medieval, da estrutura narrativa das gestas, do estilo picaresco e da riqueza vocabular para versar alguns dos problemas mais decadentes do seu tempo, como a vivência religiosa, a administração da justiça ou a guerra justa.
Pretendeu libertar as pessoas da superstição e das interpretações adulteradas que a Idade Média alimentara, não indo entretanto contra o Evangelho nem contra o valor divino. A obra de Rabelais constituiu uma das mais originais manifestações da crença do homem nas suas capacidades, simbolizadas pelo gigantismo das personagens. Inimigo da Idade Média, atacou o génio da cavalaria, a mania conquistadora, o espírito escolástico e sobretudo o sistema de educação. Rabelais renegou as tradições, a escolástica, o pedantismo monacal, a rotina dogmática da Universidade de Paris.
O ensaísta russo Bakhtin analisou a obra rabelaisiana em A Cultura Popular na Idade Média: o contexto de François Rabelais; também em "O cronotopo de Rabelais", em Questões de Literatura e de Estética